# Darkcore (drum and bass)
Cet article concerne le genre dérivé du drum and bass. Pour le genre hardcore, voir darkcore.
Sous-genres
Darkstep, raggacore, ragga jungle
Genres dérivés
Drum and bass, darkstep
Le darkcore, ou darkside,, est un sous-genre musical de la jungle (à ne pas confondre avec le genre homonyme dérivé de la techno hardcore) popularisé au Royaume-Uni. Il s'agit du précurseur direct du genre désormais connu sous le nom de drum and bass. Le darkcore est un contre-mouvement du happy, ayant évolué en breakbeat hardcore. Il a été popularisé par la compilation Rave Massacre.

## Caractéristiques
Le darkcore est caractérisé par des morceaux de breakbeats de 150 à 160 BPM mêlés à des lignes de basses à très basse fréquence. Le genre fait également usage d'échantillons sonores extraits notamment de bandes sons de films d'horreur ou d'appels au secours. À mesure que le style évolue, l'usage d'éléments de films d'horreur s'estompe lorsque les producteurs se lancent dans l'usage d'effets simples d'échos, de pitch shifting et de time stretching afin de créer une atmosphère chaotique et sinistre.

## Artistes notables
La plupart des DJ de techno hardcore et junglist britanniques se sont lancés dans le darkcore en particulier à son émergence en 1993, mais certains producteurs et disc jockeys notables de darkcore incluent : 4hero, Goldie, Doc Scott (en), Invisible Man, Jack Smooth, Q Project (en), Skanna (en), et Top Buzz (en).

## Sous-genres
Le genre va donner naissance à deux autres genres.
- Techstep, sous-genre de drum and bass qui mêle breakbeat issu du hip-hop avec des sons acid notamment la reece bass. Le tempo est souvent de 177 BPM. Le techstep évoluera en deux genres ; le darkstep et le neurofunk.

- Breakcore, rapide souvent autour de 220 battement par minute ; qui mêle des breakbeats issus du hip-hop avec des sons issus de la techno hardcore. Le breakcore est souvent politisé à l'extrême-gauche[réf. nécessaire] et joué dans les squats.